# Манвантара
Манванта́ра (санскр. मन्वन्तर, IAST: manvantara, «период Ману», «века Ману») — мера времени в индуизме, эпоха божеств — дэвов.
Согласно Пуранам 1 манвантара = {\displaystyle {1 \over 14}} кальпы = {\displaystyle 71{3 \over 7}} чатуръюг = 857 142 лет дэвов = 308 571 428 солнечных лет. В каждой манвантаре мир, создаваемый заново, имеет своих богов и героев. Также термином «манвантара» обозначается период правления Ману.
В космологии индуизма кальпа — период проявления активности, жизни Вселенной (фаза проявленной Вселенной) противопоставляется пралае — фазе непроявленной Вселенной. Обе фазы составляют по 4,32 млрд земных лет.